# Myrcia megapaniculata
Myrcia megapaniculata là một loài thực vật có hoa trong Họ Đào kim nương. Loài này được Ruiz & Pav. mô tả khoa học đầu tiên năm 1830.